# Suore della Provvidenza di Pommeraye
Le Suore della Provvidenza di Pommeraye (in francese Sœurs de la Providence de la Pommeraye) sono un istituto religioso femminile di diritto pontificio.

## Storia
La congregazione deriva dall'opera assistenziale promossa da Marie Moreau (1788-1864) a La Pommeraye: nel 1816 il vescovo di Angers, Charles Montault des Isles, visitò l'istituto, gli diede il nome di La Providence e propose alla comunità che lo dirigeva la spiritualità e la regola del terz'ordine secolare carmelitano.
Nel 1823 le volontarie di La Providence decisero di abbracciare la vita religiosa e presero l'abito del terz'ordine carmelitano: il 28 settembre 1825 la Moreau e le sue compagne emisero la loro professione dei voti, dando formalmente inizio alla congregazione.
Le suore della Provvidenza di Pommeraye vennero approvate civilmente dal presidente della repubblica, Luigi Napoleone Bonaparte, il 25 marzo 1852.
A partire dal 1996 numerose congregazioni femminili di tradizione carmelitana si federarono e poi si fusero con le suore della Provvidenza di Pommeraye: il 19 marzo 2008 la Santa sede ha concesso loro il riconoscimento di congregazione di diritto pontificio.

## Attività e diffusione
Le suore della Divina Provvidenza si dedicano prevalentemente all'istruzione e all'educazione cristiana della gioventù.
Oltre che in Francia, sono presenti in Africa (Benin, Burkina Faso, Camerun, Costa d'Avorio, Madagascar) e nelle Americhe (El Salvador, Guatemala, Honduras); la sede generalizia è a Parigi.
Alla fine del 2008 la congregazione contava 468 religiose in 76 case.